# 苏沃雷生
苏沃雷生（Suvorexant），品牌名Belsomra，是一种食欲素受体拮抗剂，被用于治疗失眠症，主要用于入睡或睡眠维持困难的成年患者的治疗。苏沃雷生具有加速入睡、延长睡眠时间、减少半夜醒来次数以及提高睡眠质量的作用。其药效中等，与其他食欲素受体拮抗剂类似，但低于苯二氮卓类药物与非苯二氮卓类药物。苏沃雷生的给药方式为口服给药。
苏沃雷生的副作用包括嗜睡、白天嗜睡和镇静、头痛、头晕、梦境异常、口干和次日驾驶能力受损。偶见睡眠麻痹，做梦异常与梦游等复杂睡眠行为与出现自杀意念。服用这种药物似乎不会产生明显的药物耐受性、药物依赖、戒断症状和反弹现象。苏沃雷生是一种双重食欲素受体拮抗剂（DORA），选择性拮抗食欲素1型受体（Ox1R）和食欲素2型受体（Ox2R）。该药物的达峰时间为2至3小时，清除半衰期为12小时。与苯二氮卓类药物与非苯二氮卓类药物不同的是，苏沃雷生并不会与 GABA 受体发生相互作用，而是通过其特殊的药理学机制发挥作用。
苏沃雷生的药物研发始于2006年，并于2014年上市。由于其潜在的滥用可能性，该药物在中国大陆被列为第二类精神药品，在美国则被列为附表 IV 管控物质。在其他地方，如澳大利亚，苏沃雷生仅为处方药物而不受到管制。苏沃雷生暂无仿制药可用。除苏沃雷生外，其他食欲素受体拮抗剂如达利雷生与莱博雷生亦已上市。

## 医疗用途
苏沃雷生的适应症为成人失眠症，主要用于入睡与睡眠维持困难的治疗。在15-20mg的剂量下，可以观察到服用苏沃雷生的试验组与安慰剂组相比，平均入睡时间减少达10分钟，睡眠维持时长增加约15至30分钟，总入睡时长增加约10至20分钟。2017年对苏沃雷生治疗失眠的随机对照试验进行的系统回顾和荟萃分析同样发现，在为期1至3月的治疗期间，该药物改善了主观入睡时间、主观总睡眠时间和主观睡眠质量。据报道，在批准剂量下（≤20mg），苏沃雷生用于治疗失眠症的效力为中等水平。
网络荟萃分析评估了苏沃雷生的促眠效果，并将其与其他食欲素受体拮抗剂如达利雷生与莱博雷生，以及包括苯二氮卓类药物、非苯二氮卓类药物、抗组胺药、镇静类抗抑郁药物（如多虑平、米氮平、阿米替林、曲唑酮）和褪黑素受体激动剂在内的其他助眠类药物的效果进行了比较。一项于2022年发表的大规模系统回顾和网络荟萃分析研究发现，苏沃雷生用于治疗失眠症时，与对照组相比其标准化效应值（SMD）为0.31（95% CI为0.01至0.62）。在治疗失眠症时间为4周时，苏沃雷生的疗效似乎和莱博雷生（SMD 0.36，95% CI 0.08至0.63）与达利雷生（SMD 0.23，95% CI -0.01至0.48）相当，而苯二氮卓类药物与非苯二氮卓类药物则显示出了更为强大的作用效果（SMD为0.45至0.83），与抗组胺类药物（如多虑平、多西拉敏与曲米帕明）相似（SMD为0.30至0.55）。
食欲素受体拮抗剂（如苏沃雷生）主要通过增加快速动眼期睡眠（REM）来增加总睡眠时间，而其对非快速动眼期睡眠（NREM）没有影响甚至可能减少其持续时间。而这与大多数其他安眠药不同，后者要么不影响REM睡眠，要么减少其持续时间。这些差异造成的影响尚未完全阐明。与如苯二氮䓬类药物和非苯二氮卓类药物等其他安眠药不同的是，食欲素受体拮抗剂不会干扰睡眠结构，这可能可以为患者提供更为宁静的睡眠。
由于临床试验阶段就排除在外，尚不清楚苏沃雷生对物質濫用与酗酒史人群是否安全。一项Cochrane回顾发现，苏沃雷生用于失智症人群失眠问题的短期治疗时有效且副作用较少。因未在儿童与亲少年人群中进行研究，尚不清楚苏沃雷生对其睡眠问题是否有效和安全。
苏沃雷生已被美国食品药品监督管理局在5-20mg剂量下和澳大利亚政府药物管理（TGA）与日本独立行政法人医药品医疗器械综合机构（PDMA）在15mg（用于老年人）与20mg（用于年轻人）剂量下治疗失眠症。

### 可用剂型
苏沃雷生的可用剂型有5mg，10mg，15mg和20mg的薄膜衣片。

## 不良反应
在剂量为15mg至20mg时，苏沃雷生的不良反应包括嗜睡（7% 比 3%）与头痛（7% 比 3%）。苏沃雷生嗜睡的不良反应似乎与药物剂量有关，在剂量为10毫克时比例为2%，20毫克时比例为5%，40毫克时比例为10-12%，80毫克时比例为11-12%，而安慰剂组的比例为0.4%。其他较为少见的不良反应可能包括头晕（3% 比 2%），异常梦境（2% 比 1%），腹泻（2% 比 1%），口干（2% 比 1%），上呼吸道感染（2% 比 1%）和咳嗽（2% 比 1%）。 在更大的剂量下（80mg），苏沃雷生产生头晕（5% 比 0%）与异常梦境（5% 比 1%）更高的不良反应概率。